# Nicolás Kreplak
Nicolás Kreplak (Buenos Aires, 21 de junio de 1981) es un médico, investigador, docente y político argentino. Desde el 28 de julio de 2021 es ministro de Salud de la Provincia de Buenos Aires, bajo la administración del gobernador Axel Kicillof. Es el hermano de Ernesto Kreplak, Juez Federal del Juzgado en lo Criminal y Correccional Federal Número 3 de La Plata.
Estudió medicina en la Universidad Nacional de Buenos Aires y es Magíster en Salud Pública por la Universidad Nacional de Rosario. Es integrante y uno de los fundadores de la Fundación Soberanía Sanitaria y referente de la organización política La Cámpora Salud. También se desempeña como Médico clínico del Hospital Ramos Mejía -en uso de licencia- y es docente en la Facultad de Medicina de la UBA y de la UNPaz.

## Formación
Luego de finalizar sus estudios secundarios en la Escuela Del Sur (General Roca, Río Negro, Argentina), se trasladó, en 1999, a la Ciudad de Buenos Aires para iniciar la carrera de Medicina en la Universidad de Buenos Aires, título que obtuvo en el año 2006. En 2011 se recibió de Médico Especialista Universitario en Medicina Interna por la misma universidad y obtuvo su especialización en medicina clínica del Ministerio de Salud de la Nación. Cursó el Diplomado en Economía Política de la Salud, en la Universidad Nacional de José C. Paz y, desde el 2020, es Magíster en Salud Pública por la Universidad Nacional de Rosario.

## Carrera política
La experiencia como militante político de Nicolás Kreplak comenzó mientras cursaba sus estudios universitarios en la UBA. Fue el creador de la agrupación política estudiantil “Síntesis”, junto a Federico Kaski, con quien coincidía en la necesidad de discutir el enfoque de formación para médicos y médicas.
Con el tiempo, la agrupación se transformó en Síntesis de La Cámpora. Este devenir encontró a Nicolás Kreplak con su militancia en la estructura orgánica de La Cámpora como conductor de la corriente sanitaria.
Kreplak comenzó su carrera laboral en el Estado Nacional en el año 2012, como asesor del área de Salud en el Consejo Federal del Ministerio de Justicia de la Nación, durante el mandato de Cristina Fernández de Kirchner. Desde ese espacio participó en la conformación del Plan Estratégico de Salud Integral del Servicio Penitenciario Federal, período en el que realizó una Diplomatura en Medicina Penitenciaria.
En el año 2014 asumió como Coordinador de Inclusión con Equidad en Salud de ACUMAR (Autoridad de Cuenca Matanza-Riachuelo). Ese mismo año pasó a ocupar la Subsecretaría de Medicina Comunitaria, Maternidad e Infancia del Ministerio de Salud de La Nación. En febrero del año siguiente, cuando Daniel Gollan reemplazó a Juan Manzur como ministro, Nicolás Kreplak asumió como viceministro
Con el cambio de gobierno, en el año 2015, Kreplak se dedicó a la docencia en la Universidad de José C. Paz y en la Universidad de Buenos Aires, y a la producción y difusión de conocimiento como parte de la Fundación Soberanía Sanitaria.
En el año 2019, con la asunción de Axel Kicillof como gobernador de la Provincia de Buenos Aires, Kreplak fue convocado para ocupar la Subsecretaría de Atención y Cuidados Integrales en Salud de la Provincia de Buenos Aires, cuando Daniel Gollan ocupaba el cargo de Ministro de Salud bonaerense. En julio de 2021, Gollan dejó su cargo para integrar la lista de diputados y diputadas nacionales por la Provincia de Buenos Aires, y Kreplak asumió como ministro de Salud bonaerense.

### Ministerio de Salud de la Nación (2015)

#### Líneas de trabajo
Como integrante del Ministerio de Salud de la Nación, Kreplak formó parte de diversos equipos que idearon y ejecutaron políticas públicas que tuvieron como fin una mayor presencia del Estado en el ámbito de la Salud. Ejemplo de esto fueron las gestiones para el desarrollo de los hospitales SAMIC de Cañuelas, el “Dr. René Favaloro” y el “Presidente Néstor Kirchner”.
Se implementaron programas como “Qunita - Un comienzo de vida equitativo” y se incorporaron nuevos segmentos poblacionales a programas ya existentes, como es el caso de “SUMAR”, que, hasta ese momento, proveía cobertura de salud gratuita a niños, niñas y adolescentes y a mujeres de hasta 64 años. Con la nueva modificación, “SUMAR” extendió la cobertura a varones de entre 20 y 64 años, lo que significó la incorporación de 2.223.972 personas al programa.
En el mismo período, se reglamentaron: la Ley N° 26.689 sobre el cuidado integral de la salud de las personas con enfermedades congénitas -acompañada por el lanzamiento del Programa Nacional de Enfermedades Poco Frecuentes y Anomalías Congénitas (EPFyAC) - y la Ley N° 25.929 de Parto Humanizado, que buscaba anteponer el parto natural a las prácticas invasivas y garantizar el respeto a los derechos de las mujeres gestantes y sus familias. Se reglamentó, también, el artículo 11 de la Ley N° 26743 de Identidad de Género, que garantiza el acceso de tratamientos hormonales y quirúrgicos de modificación corporal y establecía las primeras compras de insumos de hormonización.

#### Política de medicamentos
Durante su gestión se creó, en el año 2014, la Agencia Nacional de Laboratorios Públicos (ANLAP): un ente nacional para articular y promover la actividad de los laboratorios de producción pública de medicamentos existentes en Argentina, centralizada por el Estado Nacional.
En la misma línea, hacia fines de la gestión de la que Kreplak formó parte, el Ministerio de Salud de la Nación resolvió realizar una compra directa de Sofosbuvir; medicamento recomendado para tratar la Hepatitis C. El medicamento fue destinado al tratamiento de dos mil personas que se encontraban en situación de gravedad y que habían sido relevadas desde el Programa Nacional de Hepatitis Virales del Ministerio de Salud.

#### Qunita
El Programa Nacional de Acompañamiento de la Madre y del Recién Nacido “Qunita - Un Comienzo de Vida Equitativo” fue lanzado por el Ministerio de Salud de la Nación en el año 2015, durante la presidencia de Cristina Fernández de Kirchner. Kreplak formó parte del grupo que ideó, planificó y ejecutó la medida, como integrante del Ministerio que condujo conjuntamente con Juan Manzur y Daniel Gollan.
El llamado “Plan Qunita” tenía como propósito acompañar, durante el embarazo y luego del nacimiento, a alrededor de cien mil madres titulares de la Asignación Universal por Embarazo, para promover los cuidados prenatales y brindar herramientas claves para prevenir la mortalidad infantil. La iniciativa surgió luego de que, en el año 2013, el Ministerio de Salud relevara que un 30% de las embarazadas llegaba al parto con controles insuficientes y detectara un aumento del fallecimiento de lactantes, identificando el sofocamiento consecuencia del colecho como una de sus causantes principales.
El programa brindaba un kit compuesto por una cuna plástica de ensamble rápido, vestimenta y distintos elementos para atender las necesidades de la maternidad. Para acceder al kit, las madres debían cumplir, obligatoriamente, con una serie de estudios y controles prenatales prestablecidos.
El programa Qunita llevo a un descenso histórico, de casi un punto, de la mortalidad infantil, marcando el mayor descenso desde el año 2004. En lo que respecta especialmente al Síndrome de Muerte Súbita del Lactante (SMSL), las muertes infantiles neonatales pasaron de 7,6 muertes por cada 100 mil nacidos vivos en 2014 a 4,7 en el año 2015.
Si bien los índices mostraban un buen funcionamiento del programa, fue suspendido en el año 2015, tras la asunción de Mauricio Macri. Posteriormente lanzaría la de universalización del programa Qunita Bonaerense con el objetivo de acompañar la salud de las personas embarazadas y sus familias y promover el cuidado de niños hasta los tres años a través de la entrega de 7.000 kits mensuales.
En enero de 2016 Claudio Bonadio, ordenó la destrucción de 60 mil cunas del plan, la medida fue suspendida por la justicia y se ordenó su donación a entidades de bien público. Posteriormente Ocaña quién encabezó la destrucción de los kits sería denunciada por homicidio debido la cantidad de bebés fallecidos por colecho" desde la interrupción del programa y pedidos para "conocer el total de bebés fallecidos" por la suspensión del programa y el envío de los kits para recién nacidos a un depósito. La fiscal, Gabriela Baigún, expresó sobre la investigación por la destrucción de los componentes del Quinita llevados a cabo por Blandito y Ocaña en 2017 que “en la búsqueda de ese perjuicio potencial se irrogaron perjuicios reales a las arcas públicas, tales como que se haya omitido distribuir los kits según la finalidad pública que era perseguida, que se hayan vencido elementos perecederos que lo integraban y que se hayan afrontado los gastos derivados del depósito de todos esos kits durante un plazo innecesariamente prolongado”.

### Ministerio de Salud de la provincia de Buenos Aires

#### Líneas de trabajo
Su se enfocó en diferentes programas de salud, como la implementación del protocolo IVE-ILE y la garantización a su acceso, el fortalecimiento del sistema de Salud Mental y de los procesos de desmanicomialización, el lanzamiento del Programa de Hipertensión Arterial y la reconversión del viejo Banco de Drogas Oncológicas en el Instituto Provincial del Cáncer. Otras de las líneas de trabajo fueron el programa de salud visual “Ver para aprender”, en conjunto con la Dirección General de Cultura y Educación y la Fundación Banco Provincia.
También se tomaron medidas para favorecer el acceso al sistema de salud de la población travesti trans, como aumento de los equipos que forman la red de servicios de atención, la garantía de procesos de hormonización y la incorporación de personas travesti trans con el objetivo de garantizar la Ley de Cupo Laboral.
En cuanto al personal de salud, se efectivizaron cargos por concurso y se incorporaron becarios y becarias profesionales, técnicos y técnicas y personal administrativo para reforzar el sistema de salud frente a la Pandemia por COVID-19 y para llevar a cabo el operativo de vacunación.
En la búsqueda de una mayor unificación del Sistema de Salud, Kreplak lanzó, en julio de 2022, “Salud Digital Bonaerense” para la implementación de la Historia Clínica Digital y, en febrero de 2023, se presentó la Receta Electrónica Bonaerense dentro del mismo programa.
En 2023, lanzó “Qunita Bonaerense. Un programa para crecer”, un programa público y gratuito, que reversiona el programa nacional de 2015, ampliando la cobertura para incorporar a la primera infancia (niños de 1 a 3 años) dentro de las líneas de cuidado. Esas líneas garantizan los estudios, los cuidados, el acompañamiento y la información a las personas embarazadas y sus familias en relación con: salud sexual integral, cuidados reproductivos y perinatales, cuidados integrales de salud en la primera infancia y organización social del cuidado. 

#### Inversión en infraestructura
Durante la gestión de Kreplak se invirtió en la construcción y en la remodelación de Centros de Atención Primaria de Salud en todo el territorio de la provincia. Los CAPS funcionan como un primer nivel de atención y cuentan con consultorios, insumos, equipamiento médico y conectividad. También se refaccionó la infraestructura de los hospitales públicos bonaerenses.
Durante su gobierno, se creó el Banco de Prótesis y Órtesis Bonaerense, una política que tiene como objetivo que los pacientes con cobertura pública de salud para mejorar el acceso a las prótesis y garantizar el inventario hospitalario. Además, el Ministerio incorporó aviones para traslado aéreo de pacientes urgentes o donaciones de órganos, renovó la flota de ambulancias y finalizó remodelaciones que estaban abandonadas.

#### Pandemia COVID-19 y campaña de vacunación
Durante la pandemia por COVID-19, Nicolás Kreplak ocupó los cargos de viceministro y ministro de Salud de la Provincia de Buenos Aires. En línea con el Gobierno Nacional, su gestión tuvo como propósito prevenir la saturación del sistema de salud y, posteriormente, promover la vacunación.
Algunas de las medidas tomadas para evitar que el sistema de salud se saturara fueron: el incremento de camas de terapia intensiva en el sector público; la creación del Sistema de Gestión de Camas (SIGEC), que permite conocer en tiempo real la disponibilidad de camas en establecimientos públicos y privados y funcionó como herramienta para el registro de fallecidos y la implementación de la Unidad de Gestión Centralizada de Camas (UGCC), para agilizar el traslado de pacientes en el territorio bonaerense.
construyó el Hospital Modular de Emergencia de Martín Coronado, lo que permitió ampliar la oferta sanitaria y descomprimir el resto de los hospitales de la zona. Cuenta con 12 camas de terapia intensiva, oxígeno y respiradores, y con 26 camas de terapia intermedia. La Provincia de Buenos Aires, se sumó un nuevo Centro Regional de Hemoterapia para que pacientes recuperados del Covid-19 se acerquen a donar plasma con el objeto de contribuir con el tratamiento de personas contagiadas.      
Se habilitó la Unidad de Testeo Móvil para recorrer los barrios testeando, de forma rápida y sencilla, a aquellas personas con síntomas febriles y enviando la muestra del hisopado al Hospital Posadas, de manera que entre 24 a 48 horas se pueda conocer el resultado
Conformó Comités Operativos de Emergencia en los barrios populares para reforzar las tareas de concientización y prevención, consolidar el proceso de testeos de Covid-19, asistir casa por casa a las familias de mayor vulnerabilidad social.
Se realizaron inversiones para la incorporación de respiradores, monitores y bombas, que triplicaron la capacidad de cuidados intensivos del sector público y para la ampliación de la red de laboratorios. Se implementó un laboratorio móvil y se llevaron a cabo jornadas de testeos en barrios populares, para detectar casos de manera temprana y evitar brotes, y se abrió la primera planta de producción pública de oxígeno en Quilmes.
Como estrategia principal de control de la pandemia, gestionó el plan provincial, público, gratuito y optativo de vacunación contra COVID-19 en Buenos Aires. Se trató del operativo de vacunación más grande en la historia de la provincia e incluyó la distribución y vacunación simultánea en todos los municipios del territorio. Para la gestión de turnos de vacunación, se desarrolló la aplicación Vacunate PBA.

#### Plan Quinquenal de Salud
En el marco del Congreso Provincial de Salud (COSAPRO) de 2023, Kreplak presentó el Plan Quinquenal de Salud 2023-2027 para dejar “estructuradas las bases estratégicas del modelo de financiamiento, gestión y atención del Ministerio de Salud como una política de Estado”. Surgió a partir del “Análisis de Situación de Salud en la población de la provincia de Buenos Aires”, un informe técnico sobre la situación de salud/enfermedad de la población de la provincia realizado en 2021, que evidenció inequidades en la distribución de la infraestructura y en la composición laboral, y la falta de información en salud por la falta de sistemas integrados.
El propósito enunciado es “fortalecer la integración del sistema sanitario para garantizar la equidad en la atención y el acceso a prestaciones de calidad para todos los y las bonaerenses”. Los objetivos que plantea son:
1. Garantizar gobierno en salud que coordine, regule y defina el financiamiento del funcionamiento de la Red Bonaerense de Atención de la Salud”.
2. Promover un cambio cultural hacia un modelo de atención y cuidados, centrado en las personas, familias y comunidad con una perspectiva de derechos e interseccional.
3. Fortalecer las tecnologías y sistemas de información en todos sus niveles y jurisdicciones

El plan, vigente, incluye la implementación de medidas para conformación de la “Red Bonaerense de Atención de la Salud”, un espacio pensado para contener “todas las políticas, prácticas, consultas y procedimientos necesarios en articulación con los establecimientos públicos de diferentes jurisdicciones”. El fin de la red es “igualar las instituciones en todo el territorio, ofrecer atención integral independientemente de la cobertura y fortalecer las prestaciones municipales”

#### Digitalización del sistema de salud
En su gestión como ministro de salud de la provincia de Buenos Aires, una de las principales líneas de trabajo fue la digitalización del sistema de salud en el territorio bonaerense, orientada a modernizar e integrar el sistema sanitario provincial mediante herramientas digitales. En este marco, se creó el portal "Mi Salud Digital Bonaerense", una plataforma donde la ciudadanía puede acceder a su historia clínica digital y a recetas electrónicas y verificar vacunas aplicadas.
En octubre de 2023, el Ministerio de Salud bonaerense incorporó además un sistema de turnos web que permite a los ciudadanos reservar consultas médicas en hospitales públicos. Este sistema permite la programación de turnos para especialidades como pediatría, clínica médica, medicina general y ginecología, con el propósito de facilitar el primer contacto de las personas con el sistema de salud, mejorar el acceso a las consultas y reducir las filas en los establecimientos.
En esa línea, también se implementó un servicio de telemedicina que ofrece consultas virtuales con profesionales de la salud, con el objetivo de facilitar el acceso a la atención médica y descongestionar las guardias hospitalarias. Este servicio está destinado a pacientes con síntomas leves de enfermedades, para que reciban atención sin desplazarse a un centro de salud.
La digitalización del sistema de salud también incluyó la integración de la historia clínica digital, para que la información médica de los pacientes esté disponible de manera segura y accesible para los profesionales de salud en diferentes niveles de atención. La iniciativa está enfocada en la continuidad de la atención, la reducción de la duplicación de estudios y la optimización de los recursos y permite integrar las recetas, órdenes o certificados que sean emitidos en las consultas de telemedicina.  

#### Política de medicamentos
Durante su gestión como ministro de Salud de la provincia de Buenos Aires, Nicolás Kreplak implementó el programa Medicamentos Bonaerenses, una iniciativa destinada a garantizar el acceso gratuito a 74 medicamentos esenciales para el tratamiento de enfermedades crónicas y prevalentes, como afecciones cardiovasculares, pulmonares, reumáticas, infecciones agudas, autoinmunes, anemia, osteoporosis, Parkinson e hipercolesterolemia. El programa es para personas con cobertura pública exclusiva y busca centralizar y organizar los recursos con mayor eficiencia, para optimizar los procesos de adquisición y distribución de los suministros que se envían a todos los centros de salud y hospitales públicos provinciales de los 135 municipios
En julio de 2024, el Ministerio de Salud bonaerense ya había ampliado el vademécum provincial de medicamentos oncológicos, incorporando diez nuevos principios activos de alto costo, como nivolumab, palbociclib, pembrolizumab y trastuzumab emtansine. Esta medida, con una inversión adicional de $12.000 millones, aumentó la cobertura del Instituto Provincial del Cáncer (IPC) al 90% de las personas con cobertura pública exclusiva que requieren medicación oncológica en la provincia, reduciendo en un 43% las derivaciones a organismos nacionales.
A inicios del 2025, la inversión anual alcanzaba los $26.500 millones. El programa también contempla que cerca del 13% de los medicamentos sean producidos por el Instituto Biológico Dr. Tomás Perón, el laboratorio estatal de la provincia, lo que permite cubrir medicamentos que no se producen en el mercado privado y buscan representar un ahorro respecto a los costos de adquisición en el mercado farmacéutico.
La decisión de ampliar el vademécum se basó en el análisis de tratamientos solicitados y en la recopilación de esquemas terapéuticos propuestos por sociedades científicas nacionales e internacionales, así como en las aprobaciones de la Administración Nacional de Medicamentos, Alimentos y Tecnología Médica (ANMAT). Estas incorporaciones también apuntaban a los beneficiarios del Programa Federal Incluir Salud, quienes enfrentaban dificultades para acceder a ciertos tratamientos a través del programa nacional.

## Libros

### Atención y Cuidado de la Salud de Personas Privadas de su Libertad
Durante su participación en el Plan Estratégico de Salud Integral en el Servicio Penitenciario Federal, Kreplak fue uno de los autores que escribió, en 2013, el libro “Atención y Cuidado de la Salud de Personas Privadas de su Libertad”, junto con Pablo Kohan, Joaquín Larrabide y Salvador Giorgi. El material expone conocimiento acerca de realidad sanitaria del Servicio Penitenciario Federal y “tiene como ejes la prevención y promoción de la salud en la clínica penitenciaria, las emergencias de salud y problemas de riesgo epidemiológico en contextos de encierro, los problemas de rastreo especial, y los de alta demanda en el consultorio médico penitenciario”. Forma parte de la biblioteca digital del Ministerio de Justicia y Derechos Humanos de la Nación y es de acceso libre y gratuito.

### ¿Qué hacer en salud?
En el año 2015, Kreplak participó del libro “¿Qué hacer en salud? Fundamentos para la Soberanía Sanitaria”, junto con Mario Rovere, Federico Kaski Fullone, Sabrina Balaña, Homero Giles, Leticia Ceriani, Enio García, Salvador Giorgi, Federico Paruelo, Jorge Rachid, Alicia Stolkiner y Leonel Tesler, entre otros y otros integrantes y referentes de la Salud. El libro plantea cuestiones como el rol del Estado, los conflictos y las alianzas que constituyeron un sistema de salud injusto, las políticas de medicamentos, el lugar de los trabajadores, la interculturalidad y la integración del sistema de salud, tanto en su propio territorio como en el contexto mundial.

### La salud si tiene precio
En el 2021 presentó el libro "La salud si tiene precio". Junto con Daniel Gollan y Enio García, reunió el aporte de autoras y autores con experiencia en la investigación y gestión sanitaria, buscando discutir ese enfoque técnico-gerencial, que se desentiende de las desigualdades sociales y geográficas en el acceso a la salud. El libro propone una discusión abierta de la salud como un derecho y busca construir así una agenda de debate.
El libro describe el sistema de salud argentino, en el que tres subsistemas heterogéneos entre sí y hacia el interior de cada uno: el público, el privado y el de la seguridad social. Además, se pregunta por el rol del Estado en cuanto a inversión, coordinación y creación de incentivos y “aborda hasta qué punto el campo de la salud puede ser un motor de desarrollo productivo, generación de empleos y soberanía sanitaria”.

### Manual de salud pública
En 2024, Kreplak coescribió junto a Yamila Comes el "Manual de salud pública: conceptos y herramientas para futuros sanitaristas", publicado por la editorial Siglo XXI. Este libro, destinado a estudiantes, profesionales y gestores del ámbito sanitario, ofrece una visión integral de la salud pública en Argentina, abordando temas como epidemiología, determinantes sociales de la salud, sistemas de atención y políticas sanitarias. El manual busca promover un enfoque crítico y reflexivo para pensar la salud como derecho, y resalta la importancia de la equidad y la participación comunitaria en la construcción de políticas públicas.

## Documentales

### La Insubordinación de los Privilegiados
En 2019 dirigió el documental “La Insubordinación de los Privilegiados”, que aborda la cuestión de la salud pública e intenta rescatar las experiencias de las personas y sus recorridos por los servicios de salud, principalmente tratando la problemática del acceso en tiempos neoliberales. La película contó con la participación y los testimonios de Axel Kicillof, Daniel Gollan, Íñigo Errejón, Alicia Stolkiner, Mario Testa, Sonia Fleury, Mario Rovere, Nísia Trindade Lima, Jorge Rachid, Lorena Barrionuevo, Inés Kreplak, Adrián Cancinos.

### El porvenir de la vida en común
En 2022 estrenó, en su rol de productor ejecutivo, “El porvenir de la vida en común”, su segundo documental, en el que se narran las experiencias de vida de cinco usuarios del sistema de salud mental de la provincia de Buenos Aires que, a partir de la aplicación de la Ley de Salud Mental, rearman sus vidas fuera de los neuropsiquiátricos. La película retrata el devenir de hombres y mujeres que recuperan la posibilidad de interactuar en el mundo y que a la vez tropiezan con la ruptura del tejido social, con la pérdida de lazos comunitarios. No solo cristaliza los esfuerzos por reinsertarse, por recuperar su dignidad y cumplir un rol en la sociedad que puedan elegir, sino que deja en claro que el proceso de reparación es también colectivo y debe ser pensado en clave de derechos humanos, con la comunidad organizada, con las instituciones, individuos, organizaciones y profesionales enlazados.

### Pandemia. Gestionar lo desconocido
Dirigido por Nicolás Kreplak, el documental de Fundación Soberanía Sanitaria se estrenó en abril de 2024 y relata la gestión de la pandemia de COVID-19 desde la perspectiva del Ministerio de Salud de la provincia de Buenos Aires. Cuenta con imágenes inéditas registradas durante el proceso pandémico y la campaña de vacunación en el territorio bonaerense, que muestran la labor de los trabajadores del sistema público de salud y las estrategias del estado provincial en una situación crítica.
Se pueden ver pasajes de los encuentros de trabajo en 2020; testimonios de equipos de salud que llevaron a cabo las medidas de atención y cuidado en los hospitales y en el territorio; la palabra del gobernador Axel Kicillof, del exministro de salud Daniel Gollan y del actual ministro de Salud, Nicolás Kreplak, entre otros, y la planificación y puesta en marcha de la campaña de vacunación. 